# Сан Мигел Амилтепек (Тланалапа)
Сан Мигел Амилтепек (шп. San Miguel Amiltepec) насеље је у Мексику у савезној држави Идалго у општини Тланалапа. Насеље се налази на надморској висини од 2506 м.

## Становништво
Према подацима из 2010. године у насељу су живела 3 становника.

### Хронологија
| Година       | 2000       | 2005 | 2010 |
| ------------ | ---------- | ---- | ---- |
| Становништво | 16 (7 / 9) | 3    | 3    |

### Попис
| # | Индикатор                     | Вредност |
| - | ----------------------------- | -------- |
| 1 | Укупно домаћинстава           | 5        |
| 2 | Укупно насељених домаћинстава | 1        |
| 3 | Величина локације             | 1        |